# Anton Hofer
Anton Hofer (1796 – 1869) byl rakouský politik německé národnosti z Horních Rakous, během revolučního roku 1848 poslanec Říšského sněmu.

## Biografie
Roku 1849 se uvádí jako Anton Hofer, majitel hospodářství v Eberhardschlagu.
Během revolučního roku 1848 se zapojil do veřejného dění. Ve volbách roku 1848 byl zvolen i na ústavodárný Říšský sněm. Zastupoval volební obvod Freistadt. Tehdy se uváděl coby majitel hospodářství. Na mandát rezignoval během roku 1848. V listopadu 1848 byl místo něj zvolen Franz Kastner, který ale následně oznámil, že mandát nepřijímá, takže do parlamentu nakonec místo něj usedl Franz Kreil.